# بیینا (بارایوو)
بیینا (به صربی: Beljina) یک منطقهٔ مسکونی در صربستان است که در بارایوو واقع شده‌است. بیینا ۸۱۰ نفر جمعیت دارد.